# Militäruhr

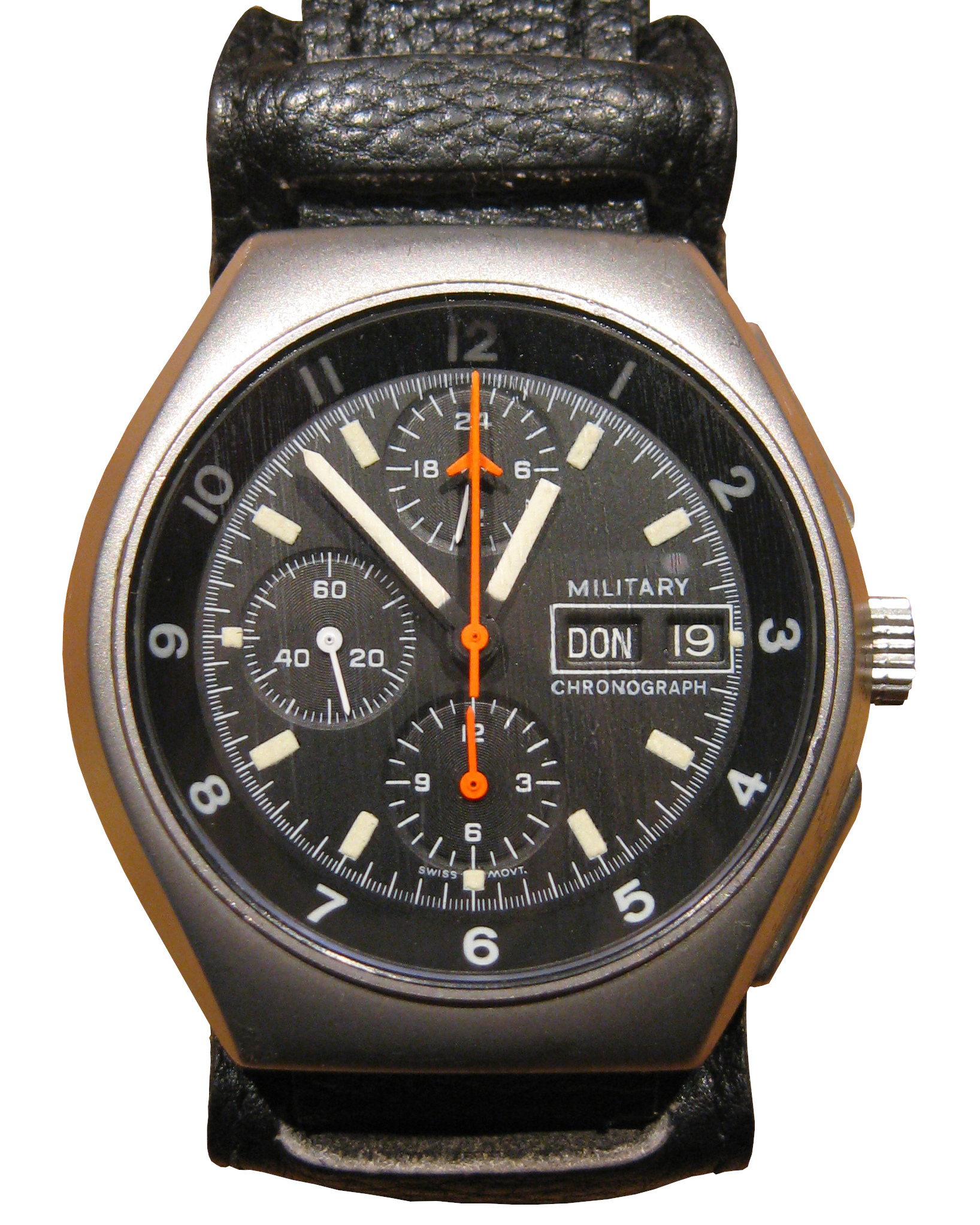
Tutima Military Chronograph, offizielle Bundeswehr- und NATO-Uhr

Militäruhren oder Militärarmbanduhren sind Zeitmesser, deren wichtigste Funktion es vor der Entwicklung tragbarer Quarzuhren war, die Zeit über einen langen Zeitraum präzise anzugeben und hohe Belastungen auszuhalten. Eine klare Abgrenzung zur Fliegeruhr besteht nicht, im zivilen Bereich waren die Armbanduhren als Fliegeruhr leichter zu vermarkten. Militäruhren wurden bis zum Zweiten Weltkrieg vorwiegend von Offizieren der westlichen Armeen verwendet. Eine der ersten Armbanduhren für das Militär wurde 1879 vom deutschen Kaiser Wilhelm I. bei der Schweizer Uhrenmanufaktur Girard-Perregaux in Auftrag gegeben. Diese Uhren waren vor der Verfügbarkeit der genaueren Quarzuhren sehr teuer, da an sie hohe Anforderungen gestellt wurden. Solch eine präzise und belastbare Militäruhr war nötig, da Manöver und Einsätze immer besser abgestimmt werden mussten. Schon bald gehörte die Militäruhr zur Ausrüstung jedes Offiziers. Nach Ende des Zweiten Weltkrieges setzte sich diese Uhr auch in der Zivilgesellschaft durch.
Militäruhren besaßen meist lange und stabile Lederbänder und ein großes Zifferblatt, damit Piloten auch während eines Einsatzes problemlos die Uhrzeit erkennen konnten. Des Weiteren mussten die Militäruhren wasserdicht und abgeschirmt sein, damit Offiziere der Marine die Militäruhr auch einsetzen konnten. Abgesehen von ihren jeweiligen Spezialisierungen weisen diese Uhren eine Reihe von Vorteilen auf. Zu diesen Vorteilen zählt ihre Stoßfestigkeit, aber auch ein dunkles Zifferblatt und helle, leicht ablesbare Zahlen und Uhrzeiger. Militäruhren verfügen des Weiteren über einen Leuchtstoff auf Zeiger und Ziffern, die das Ablesen in der Nacht ermöglichen, da es in den 1950er Jahren noch kein Licht in den Armbanduhren gab. Das Gehäuse bestand ausschließlich aus Stahl, mit Gold verzierte Uhren gab es nicht. Solche Uhren (mit Goldrand) sind erst nach dem Zweiten Weltkrieg entstanden.

## Beispiele
| Name                          | Herstellungsjahr | Gehäuse            | Zifferblatt  | Uhrwerk                   | Funktion          |
| ----------------------------- | ---------------- | ------------------ | ------------ | ------------------------- | ----------------- |
| IWC (Fliegeruhr)              | ca. 1930         | Stahl              | Schwarz      | Mechanisch mit Handaufzug | reine Zeitmessung |
| Longines (Type A7)            | ca. 1930         | Plattiertes Nickel | Dunkelsilber | Mechanisch mit Handaufzug | Chronograph       |
| Omega (Pilotenuhr)            | 1934             | Stahl              | Schwarz      | Mechanisch mit Handaufzug | reine Zeitmessung |
| A. Lange & Söhne (Pilotenuhr) | ca. 1940         | Speziallegierung   | Schwarz      | Mechanisch mit Handaufzug | reine Zeitmessung |
| Hanhart (Flieger-Chronograph) | ca. 1940         | Stahl              | Schwarz      | Mechanisch mit Handaufzug | Chronograph       |
| Blancpain (Air Command)       | ca. 1950         | Stahl              | Schwarz      | Mechanisch mit Handaufzug | Chronograph       |
| Breguet (Typ XX)              | ca. 1950         | Stahl              | Schwarz      | Mechanisch mit Handaufzug | Chronograph       |
| Heuer (Typ SG1550)            | ca. 1967         | Stahl              | Schwarz      | Mechanisch mit Handaufzug | Chronograph       |
| Hamilton (General Purpose)    | 1981             | Stahl              | Schwarz      | Mechanisch mit Handaufzug | reine Zeitmessung |
| Tutima (Ref. 798)             | ca. 1985         | Stahl              | Schwarz      | Mechanisch mit Automatik  | Chronograph       |